# Шуда (село)
Шу́да (тат. Шода) — село в Балтасинском районе Республики Татарстан России. Входит в Кугунурское сельское поселение.

## География
Посёлок расположен на реке Кугуборка вблизи границы с Кировской областью. Расстояние до посёлка городского типа Балтаси — 40 км.

## История
Основано во 2-й половине XVII века. В XVIII — 1-й половине XIX вв. жители относились к категории государственных крестьян. Занимались земледелием, разведением скота, плетением лаптей, извозом, торговлей. Отправлялись на заработки на угольные шахты Донбасса и золотые прииски Урала, Алдана, Лены.
В «Списке населенных мест по сведениям 1859—1873 годов», изданном в 1876 году, населённый пункт упомянут как казённая деревня Шуда 3-го стана Малмыжского уезда Вятской губернии. Располагалась при речке Шурминке, в 39 верстах от уездного города Малмыжа и в 14 верстах от становой квартиры в казённом селе Ципья. В деревне, в 97 дворах жили 677 человек (317 мужчин и 360 женщин), были мечеть, сельское управление.
По сведениям переписи 1897 года, в деревне Шуда Малмыжского уезда Вятской губернии проживали 981 человек (484 мужчины, 497 женщин), из них 976 мусульман.
В начале XX века в селе Шуда располагалось волостное правление, функционировали 2 мечети (сохранилось здание 2-й соборной мечети, построенной в 1902 году — памятник архитектуры), 2 медресе, 3 водяные мельницы, торговые лавки. В этот период земельный надел сельской общины составлял 2552,9 десятины.
До 1920 года село являлось центром Шудинской волости Малмыжского уезда Вятской губернии. С 1920 года в составе Арского кантона Татарской АССР.
С 10.08.1930 года в Тюнтерском, с 02.03.1932 года в Балтасинском, с 04.08.1938 года в Ципьинском, с 16.07.1958 года в Балтасинском, с 01.02.1963 года в Арском, с 12.01.1965 года в Балтасинском районах.

## Население
Число жителей: в 1795 году — 240, в 1834 году — 445, в 1859 году — 677, в 1884 году — 948, в 1905 году — 1216, в 1920 году — 1413, в 1926 году — 1394, в 1938 году — 1042, в 1949 году — 718, в 1958 году — 603, в 1970 году — 484, в 1979 году — 390, в 1989 году — 344, в 2002 году — 368 человек. На 2010 год — 331 житель (татары).

## Экономика и культура
Полеводство и молочное скотоводство входит в тройку наиболее важных отраслей сельскохозяйственной промышленности села.
Функционирует начальная школа, клуб, библиотека. В селе расположен музей драматурга Файзуллина Мирхайдара Мустафовича (псевдоним — Мирхайдар Файзи).

## Известные люди, связанные с селом Шуда
- Сабиров, Хафиз Сабирович (1910—1940) — Герой Советского Союза.
- Халиков, Фиринат Гаптухаевич (род. 1957) — художник-живописец, член Союза художников СССР и РФ.
- Мирхайдар Файзи - писатель. Ему принадлежит история "Галиябану". Есть дом-музей, директором которой является Рашитов Фархат Фатыхович